# Paraguayische Billie-Jean-King-Cup-Mannschaft
|                                                  |
| Teilnahmen der Paraguayischen Fed-Cup-Mannschaft |

Die paraguayische Billie-Jean-King-Cup-Mannschaft ist die Tennisnationalmannschaft von Paraguay, die im Billie Jean King Cup eingesetzt wird. Der Billie Jean King Cup (bis 1995 Federation Cup, 1996 bis 2020 Fed Cup) ist der wichtigste Wettbewerb für Nationalmannschaften im Damen-Tennis, analog zum Davis Cup bei den Herren.

## Geschichte
Erstmals nahm Paraguay 1991 am Billie Jean King Cup teil. Das bisher beste Ergebnis war das Erreichen des Play-offs zur Weltgruppe II 1995.

## Teamchefs (unvollständig)
- Alfredo De Brix

## Bekannte Spielerinnen der Mannschaft
- Rossana de los Ríos
- Larissa Schaerer
- Magali Benitez
- Verónica Cepede Royg